# Enoplus meridionalis
Enoplus meridionalis is een rondwormensoort uit de familie van de Enoplidae. De wetenschappelijke naam van de soort is voor het eerst geldig gepubliceerd in 1921 door Steiner.